# بدوک (فیلم)
بدوک اولین فیلم به کارگردانی مجید مجیدی ساخته شده در سال ۱۳۷۰ است.
بدوک نخستین فیلم بلند سینمایی مجید مجیدی می‌باشد که اولین بار در سال ۱۳۷۰ در دهمین جشنواره فیلم فجر به نمایش درآمد. این فیلم از دید مقامات جمهوری اسلامی به عنوان سیاه‌نمایی تفسیر شد و برای فیلمسازی مجیدی مشکلات زیادی را در سال‌های بعد به وجود آورد.
در انتهای فیلم، دیدن کشتی بزرگی که بدون هیچ مشکلی دختران را به کشورهای عربی همسایه قاچاق می‌کند و دستگیری فردی تنها به دلیل دزدیدن سیم خاردار، بیانگر تضادی عمیق است. بدون عقوبت ماندن جنایت جنایتکاران و اسارت قهرمان در پایان فیلم نیز بر این احساس می‌افزاید.

## داستان
پس از خشکسالی در روستایی در سیستان و بلوچستان، تنها حیدر با دو فرزند خردسالش، جعفر و جمال در روستایی مانده‌اند. حیدر با ریختن چاه آبی که در حال حفرش بود کشته می‌شود. جعفر و خواهر کوچکش جمال پیاده به سوی شهر می‌روند. در راه راننده‌ای آن‌ها را پیدا کرده و به یک قاچاقچی به نام عبدالله می‌فروشد. پسر را برای آوردن جنس قاچاق به پاکستان می‌برند و دختر را برای فروش به کشورهای عربی حاشیه خلیج فارس می‌فرستند. حال جعفر به دنبال راهی برای فرار از دست عبدالله و نجات خواهر کوچکش است.

## بازیگران
فهرست برخی از بازیگران این مجموعه در زیر آمده‌است.
- محمد کاسبی
- مهراله مزارهی
- اله‌نور براهویی
- عیدوک مقدم
- مریم طهان
- حبیب‌اله حداد
- احمد رجبی
- رضا صادقی گنجه
- حسین حجار
- محسن رنگی
- سید جلال طباطبایی

## جوایز
بدوک در دهمین دوره جشنواره فیلم فجر توانست در ۶ رشته نامزد شود که در سه مورد برنده اعلام شد؛ ۲ دیپلم افتخار برای فیلمنامه و کسب عنوان بهترین فیلم اول.

## فیلمنامه
فیلمنامه این فیلم پس از ۲۵ سال اجازه انتشار یافت:
- شجاعی، مهدی؛ مجیدی، مجید (۱۳۹۲). بدوک (فیلم‌نامه). تهران: کتاب نیستان. شابک ۹۷۸-۹۶۴-۳۳۷۷۳-۲-۸.